# Église Saint-Martin de Pinet
L'église Saint-Martin de Pinet est située en France sur la commune de La Cresse, dans le département de l'Aveyron, en région Occitanie.

## Historique
L'église Saint-Martin du Pinet date des XIIe et XIIIe siècles. Autrefois église rurale, prieuré dépendant du chapitre cathédrale de Rodez, l'église et le cimetière attenant sont les seuls témoins subsistants du village d'origine, bâti sur la berge inondable par les crues du Tarn. Elle est mentionnée dès 1281.
Désaffecté, l'édifice est classé au titre des monuments historiques par arrêté du 11 octobre 1984.

## Localisation
Elle se situe au nord du hameau de Pinet dont elle est séparée par la RD 187, isolée à proximité du Tarn.

## Description
L'édifice roman se compose d'une nef flanquée d'une chapelle latérale nord, de deux au sud et d'un chevet pentagonal. Son chevet en tuf s'orne d'une arcature extérieure et intérieure. Il est couvert par un berceau brisé et un cul de four. L'église était ornée extérieurement d'une baie plein cintre avec colonnes et chapiteaux sculptés ; leurs traces sont encore visibles. La partie occidentale de la nef et le mur de façade ont été remaniés. Le mur se termine par un clocher-mur à une arcade ajourée avec cloche .

## Galerie

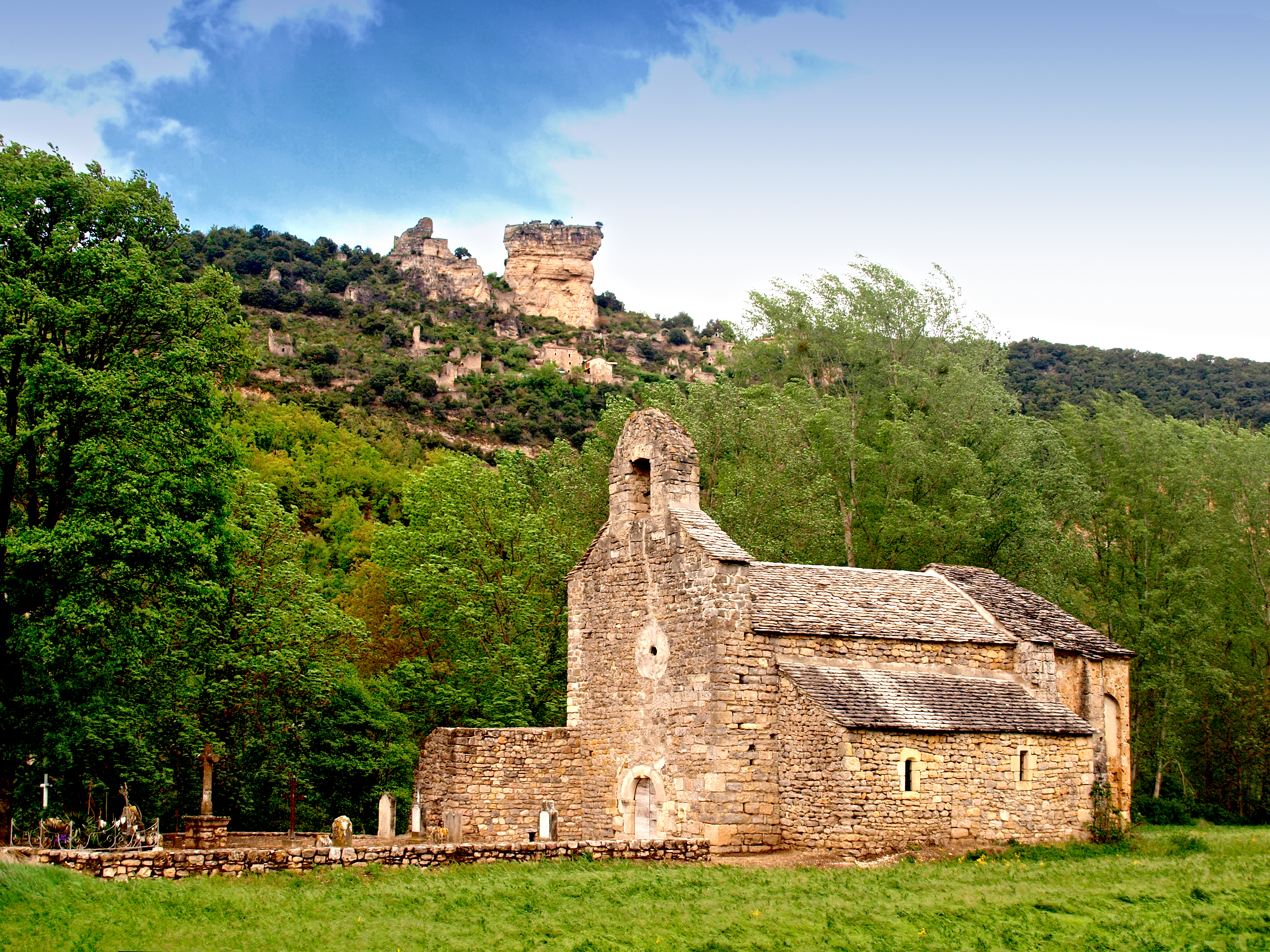
Saint-Martin de Pinet.
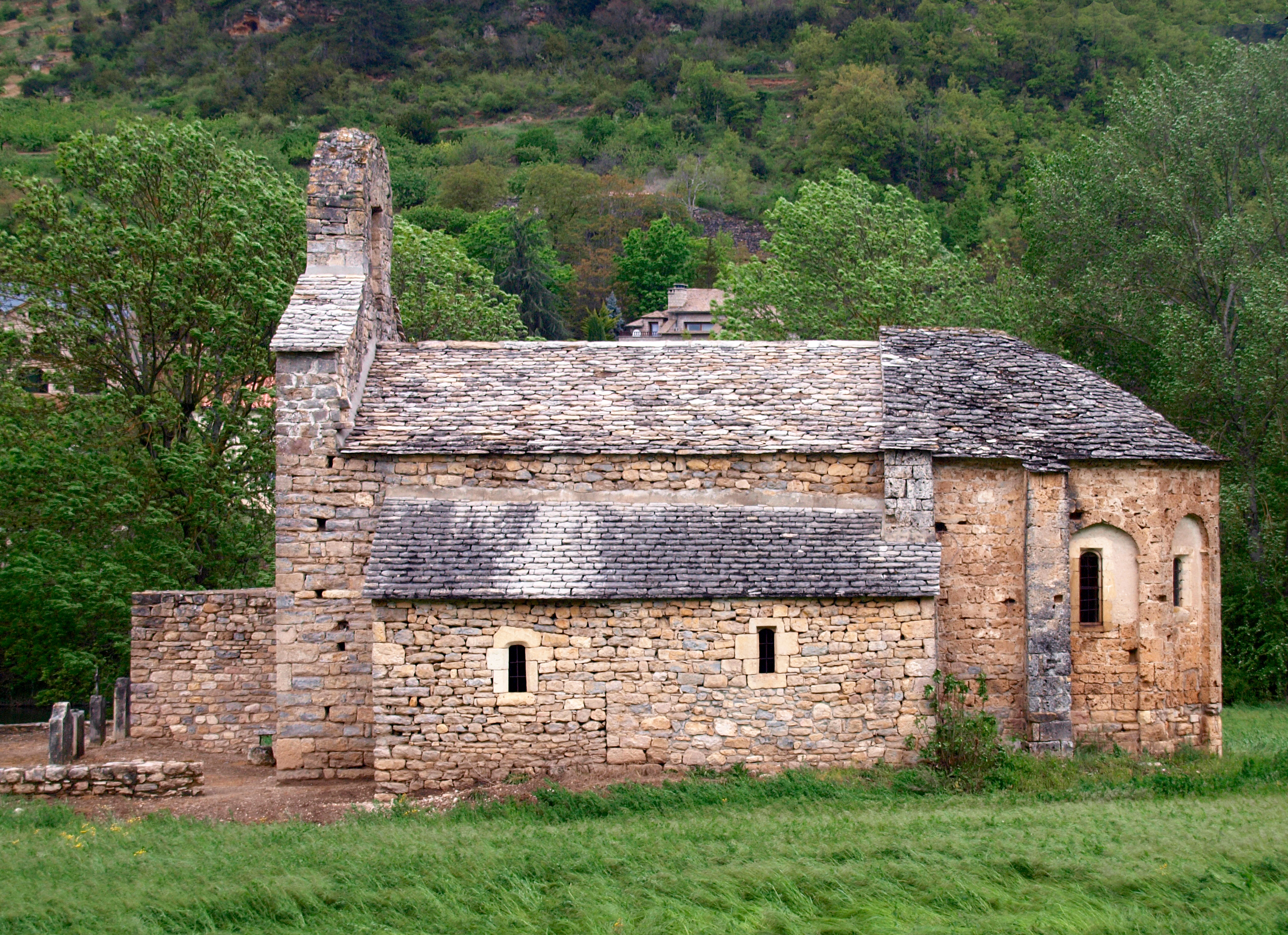
Face latérale Nord.
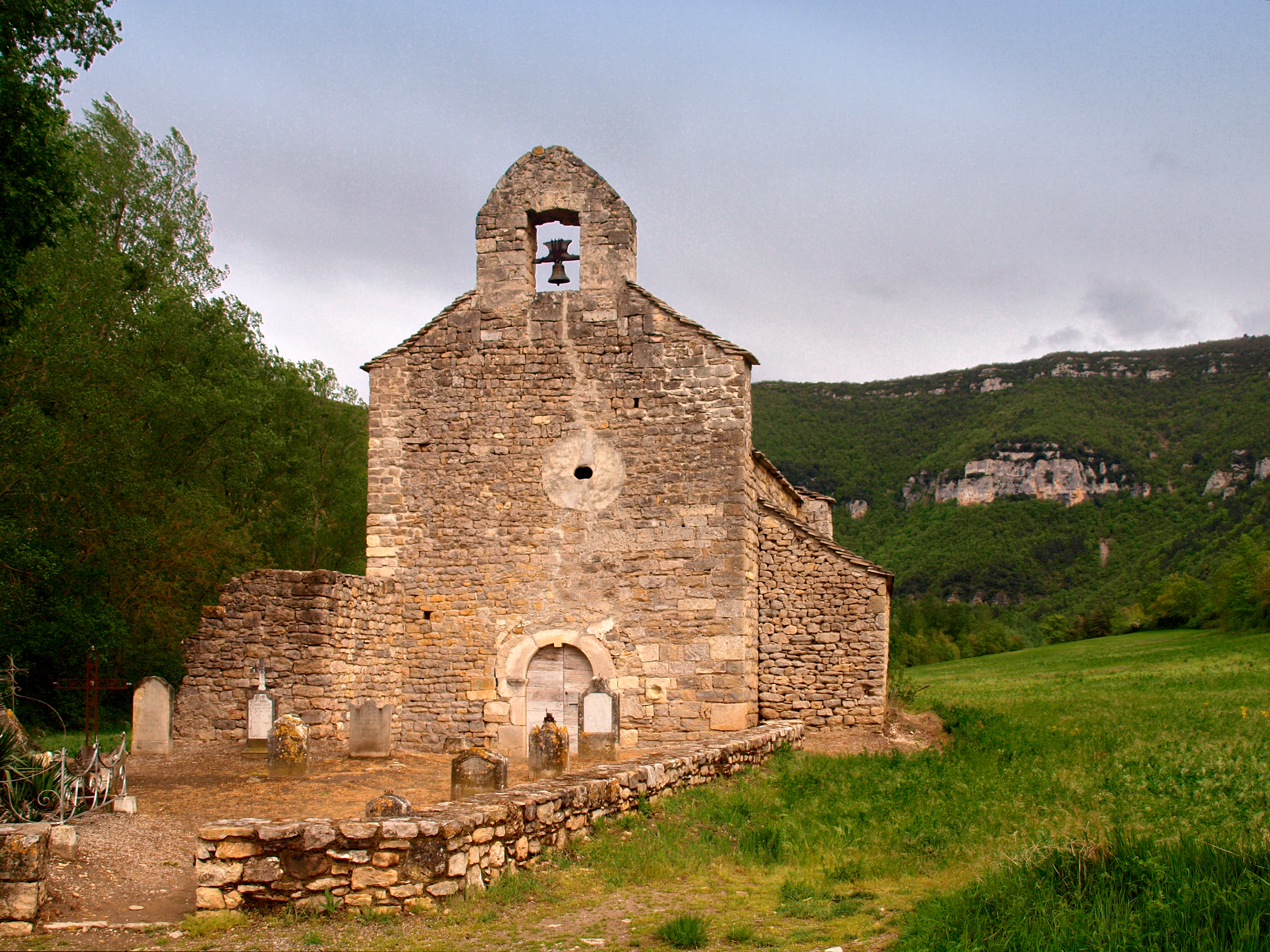
Face frontale avec le cimetière.

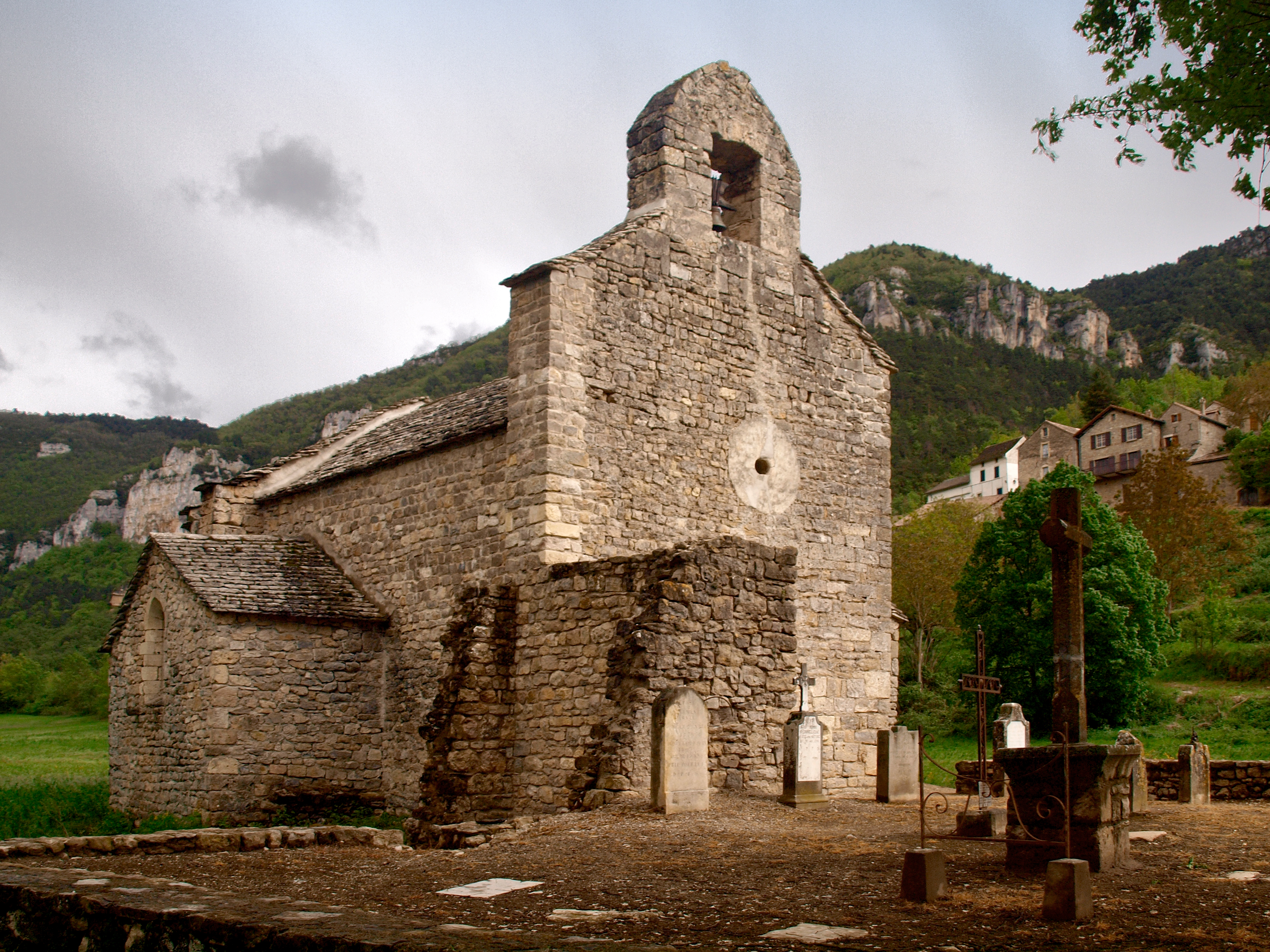
Vue nord-ouest.
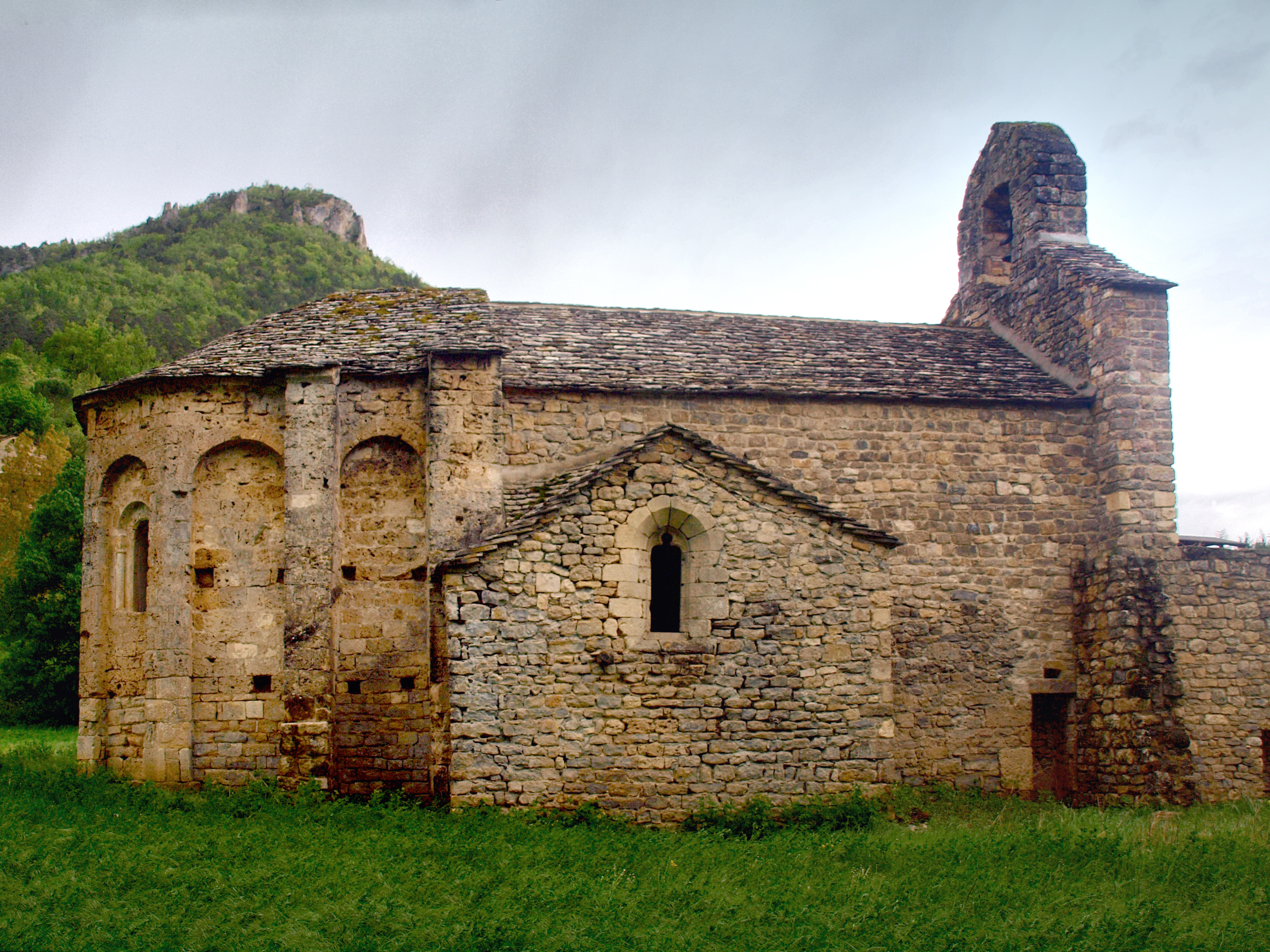
Face latérale Sud côté Tarn.
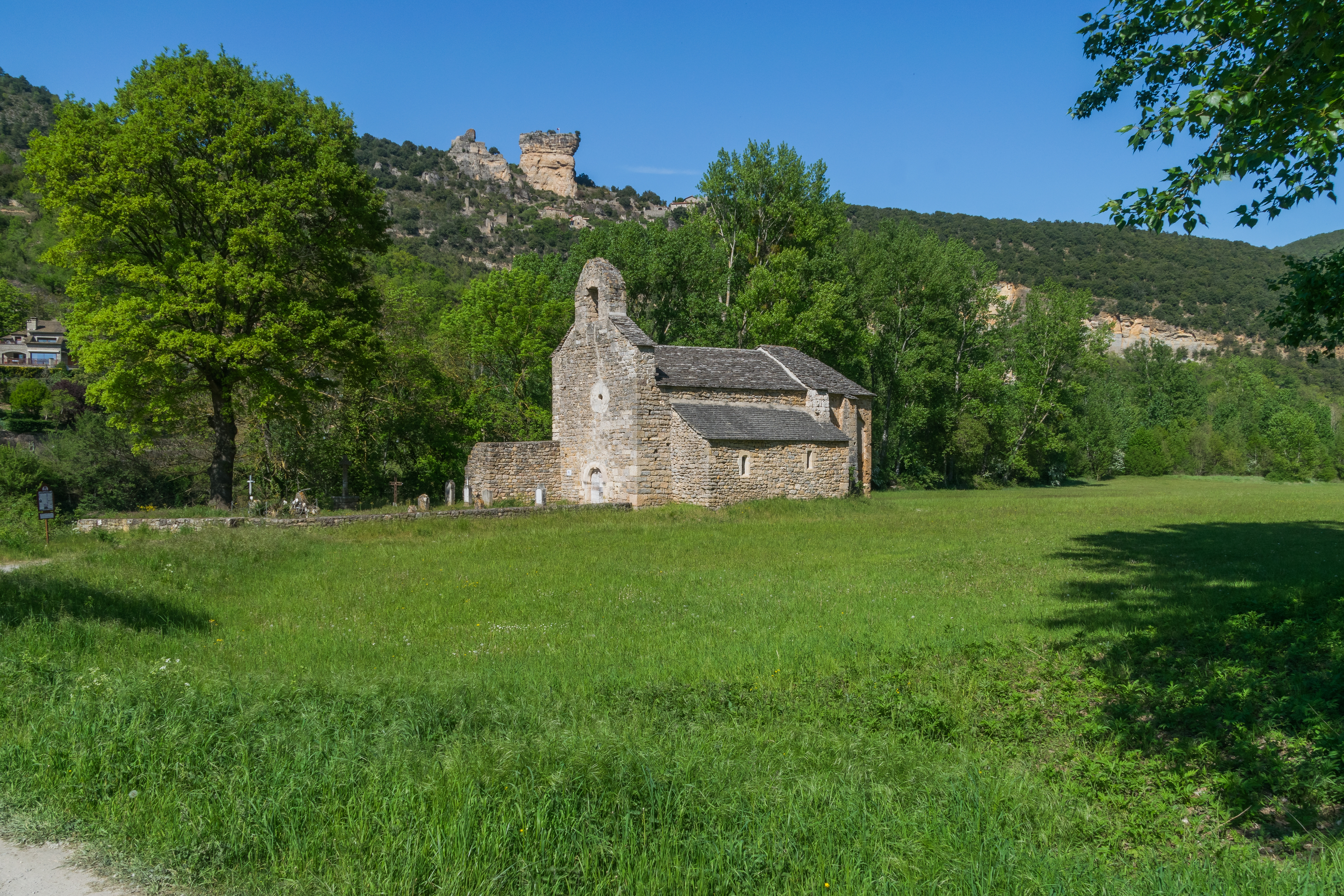
Vue générale.

## Mobilier
Le décor intérieur (peintures et sculptures) et décor extérieur ainsi que table d'autel  Inscrit MH (1938) du Xe siècle en marbre blanc.